# Centronycteris
Centronycteris — рід мішкокрилих кажанів родини Emballonuridae.

## Поширення
Мешкають у Центральній та Південній Америці.

## Морфологія
Голова і тіло довжиною 50—62 мм, хвіст довжиною 18—23 мм, передпліччя  довжиною 43—48 мм. Забарвлення довгого м'якого хутра темно-коричневе чи рудувато-коричневе. Волосся перед очима та на міжстегновій мембрані іноді червонувате. 

## Поведінка
Дуже повільний і дуже маневрений спосіб польоту робить цих кажанів хорошими мисливцями (на комах) серед дерев.

## Види
- Centronycteris centralis Thomas, 1912
- Centronycteris maximiliani Fischer, 1829